# Целтвег
Целтвег (на немски: Zeltweg) е град в провинция Щирия в централната част на Австрия. Разположен е в окръг Юденбург. Близки населени места са Юденбург, Кнителфелд и Фонсдорф.
Край града се намира летище Целтвег, където през 1964 г. се провежда Голямата награда на Австрия, етап от състезанието Формула 1. На същото летище се провежда кръг от първия сезон на самолетното състезание Ред Бул Еър Рейс.
В близкия град Шпилберг се намира пистата Йостерайхринг (по-късно А1 Ринг), където се провежда Гран при на Австрия от 1970 до 1987 година и от 1997 до 2003 г.

## Личности
Родени
- Франц Бьоме (1885 – 1947), офицер